# Rattlor
Rattlor je izmišljeni lik iz Mattelove franšize Gospodari svemira. Pripadnik je nemilosrdne rase Ljudi zmija koja je u davnini pokušala osvojiti čitavu Eterniju, da bi bila prognana i zarobljena tijekom stoljeća u Praznini. Budući da su likovi Ljudi zmija uvedeni relativno kasno u priču i kanon Gospodara svemira, postoji niz nekonzistentnosti i nedosljednosti kod pojedinih likova pa tako i kod Rattlora. Prema mini stripovima iz 1980-ih, izbjegao je zarobljavanje te se kasnije pridružio Zloj Hordi, zajedno s Tung Lashorom, da bi kratko vrijeme bio prebjegao kod Skeletora pa se potom opet vratio u redove Hordakove Zle Horde. Nakon što su kralj Hiss i Ljudi zmije oslobođeni iz višestoljetnog zarobljeništva, opet je iskazao vjernost kralju Hissu, kojeg je rasrdila spoznaja o njegovom savezništvu s Hordakom.

## Povijest lika
Rattlor je zmijoliki humanoid koji može agresivno klepetati svojim dugim repom, a ima sposobnost iznenadnog istezanja svog vrata s ciljem napada glavom na neprijatelja. Prema ranijim pričama, bio je zapravo sljedbenik Zle Horde, a nakratko i član Skeletorovih Zlih ratnika, što je izazvalo nedosljednost u priči, budući da su Ljudi zmije tek kasnije bili uvedeni kao novi likovi te se moralo naknadno povezati Rattlora i Tung Lashora s novom linijom pripovijedanja. Objašnjenje je da je Rattlor izbjegao zarobljavanje u Praznini u kojoj vrijeme sporo protječe ili ga uopće nema, ali budući da se to dogodilo prije više stotina godina, nije jasno kako je Rattlor uspio preživjeti toliko dugo.
Kada su kralj Hiss i Ljudi zmije bili oslobođeni, Rattlor se iznova pridružio svom istinskom gospodaru. U novoj adaptaciji animirane serije, Rattlor je general kojeg je Kobra Khan prvog oslobodio iz Praznine, a tek kasnije su oslobođeni svi Ljudi zmije i sam kralj Hsss. Iako glavna osoba od kraljevog povjerenja, kralj Hsss je počeo favorizirati Kobru Khana, naknadnog potomka drevnih ljudi zmija, što je dovelo do napetosti između Rattlora i Kobra Khana.

## Originalni mini stripoviGospodari svemira
Prvi put se pojavljuje u mini stripu "Kralj Ljudi zmija" (King of the Snake Men) iz 1985. godine, u izvedbi Stevena Granta i Brucea W. Timma. U priči Skeletor pronalazi bazen energije duboko u pećinama ispod Zmijske planine i odluči osloboditi ono što je tu zarobljeno unatoč pozivima Kobra Khana da odustane od te namjere. Kada doznaju da su tu zarobljeni Ljudi zmije i legendarni kralj Hiss, Kobra Khan izjavljuje kako njihov jezik nije nitko koristio već "tisućama godina" i da čak ni njegova rasa koja je potomak Ljudi zmija nije sposobna čitati taj jezik.
Unatoč upozorenjima Kobra Khana, Skeletor oslobađa svojim magičnim moćima kralja Hissa. Zajedničkom magijom Skeletora i kralja Hissa usmjerenom prema bazenu energije, dovlače Rattlora i Tung Lashora, za koje Kobra Khan ustvrdi da nisu dio zarobljenih Ljudi zmija, već Hordakovi ljudi iz druge dimenzije, s planeta Eterije. U sukobu sa kraljem Hissom i Skeletorom, He-Man ponovno zatvara bazen energije i barem nakratko, spriječava zlikovce da oslobode sve Ljude zmije.

## Televizijska adaptacija lika

### He-Man i She-Ra: Božićno izdanje
Krajem 1985. godine, izašlo je posebno animirano izdanje naziva He-Man i She-Ra: Božićno izdanje u kojem se Rattlor, bez ikakva pojašnjenja, prikazuje kao dio Skeletorovih Zlih ratnika.

### She-Ra: Princeza moći (1985. – 1987.)
U spin-offu He-Mana i Gospodara svemira pod nazivom She-Ra: Princeza moći, Rattlor se pojavljuje, zajedno s Tung Lashorom, kao dio Hordakove Zle Horde.

### He-Man i Gospodari svemira (2002. – 2004.)
U drugoj sezoni novije verzije He-Mana i Gospodara svemira s početka 2000-ih pod nazivom Gospodari svemira protiv Ljudi zmija, Rattlor je među prvim Ljudima zmija koje je Kobra Khan oslobodio iz višestoljetnog zarobljeništva u Praznini. U ovoj verziji, Rattlor je general i odan vojnik kralja Hsssa. Međutim, oslobođeni kralj Hssss je prepoznao i priznao zasluge Kobra Khana, kojeg ostali Ljudi zmijer smatraju manje vrijednim, jer je tek njihov daleki potomak, što izaziva napetosti između generala Rattlora i Kobra Khana.
Rattlor je zarobljen poslije neuspješnog pokušaja zauzimanja dvorac Siva Lubanja, ali je kasnije uspio pobjeći iz zarobljeništva i vratiti se nauslugu kralju Hssssu.

## Vanjske poveznice
- Rattlor – he-man.fandom.com (engl.)